# Leptocerus moselyi
Leptocerus moselyi là một loài Trichoptera trong họ Leptoceridae. Chúng phân bố ở miền Cổ bắc.